# Hieracium decolor
Hieracium decolor es una especie de planta con flor del género Hieracium, de la familia Asteraceae, orden Asterales.

## Distribución
Hieracium decolor se distribuye por Inglaterra.

## Taxonomía
Fue descrita científicamente por (W. R. Linton) Ley. Fue publicada en J. Bot.